# Josy Moinet
Pour les articles homonymes, voir Moinet.
Josy Moinet, né le 23 octobre 1929 à Saint-Rogatien et mort le 4 août 2018 à La Jarne, est un homme politique français.

## Biographie
Josy Moinet effectue sa scolarité au Lycée Fromentin de La Rochelle de 1941 à 1948.  Il effectue ensuite des études supérieures de Droit à l'Université de Poitiers et est diplômé en droit public et économie politique.
Il est inspecteur en 1956 puis administrateur financier de 1967 à 1973 à la Caisse nationale de Crédit agricole.
De 1990 à 1994, il siège au Conseil d'État et préside la Fédération nationale des collectivités concédantes et régies (FNCCR).

## Détail des fonctions et des mandats
Mandats locaux
- 1959 - 2008 : maire de Saint-Rogatien
- 1973 - 1992 : conseiller général du canton d'Aigrefeuille-d'Aunis
- 1976 - 1982 : président du Conseil général de la Charente-Maritime

Mandats parlementaires
- 6 mars 1973 - 28 septembre 1980 : sénateur de la Charente-Maritime
- 28 septembre 1980 - 1er octobre 1989 : sénateur de la Charente-Maritime. Secrétaire du bureau du Sénat en 1986, il préside le groupe de la Gauche démocratique de 1988 à 1989, devenu en 1989 le groupe du Rassemblement démocratique et européen.

## Décorations
- Officier de la Légion d'honneur Il est fait chevalier le 31 décembre 1999[4], puis est promu officier le 12 juillet 2013[5].